# Winnie (mèo)
Năm 2005, Winnie là tên được đặt cho một con mèo lớn được nhìn thấy ở vùng Veluwe của Hà Lan.

## Bị bắt gặp
Vào đầu tháng 6 năm 2005, một số trường hợp nhìn thấy "báo" đã được báo cáo cho cảnh sát gần Ede, Harskamp và Wekerom. Dấu mùi của con vật được cho là đã được tìm thấy. Cảnh sát đã đóng cửa một phần lớn Ginkelse Heide trong khi tìm kiếm con vật để bắn nó, vì họ cảm thấy rằng một con báo có thể là mối đe dọa cho những người sống ở khu vực Veluwe. Tuy nhiên, không có dấu vết của con vật được tìm thấy. Một tìm kiếm bổ sung cho động vật đã được thực hiện bởi tổ chức Pantera, nhưng cũng không thành công, mặc dù một viễn tượng xa hơn đã được báo cáo vào tháng 9 cùng năm.

## Nghiên cứu
Vào ngày 21 tháng 9 năm 2005, một phân tích của nhà sinh vật học Gerrit Jansen về những bức ảnh độ phân giải cao được chụp bởi nhiếp ảnh gia động vật hoang dã Otto Faulhaber đã giải thích puma được cho là giống chéo giữa một con mèo hoang châu Âu và một con mèo nhà điển hình. Con mèo to gấp 1,5 lần một con mèo nhà bình thường, điều này có thể đã thuyết phục những người nhìn thấy rằng họ đang nhìn vào một loài mèo lớn. Mèo hoang châu Âu không xuất hiện ở Hà Lan với số lượng lớn, nhưng đôi khi chúng có thể được nhìn thấy.

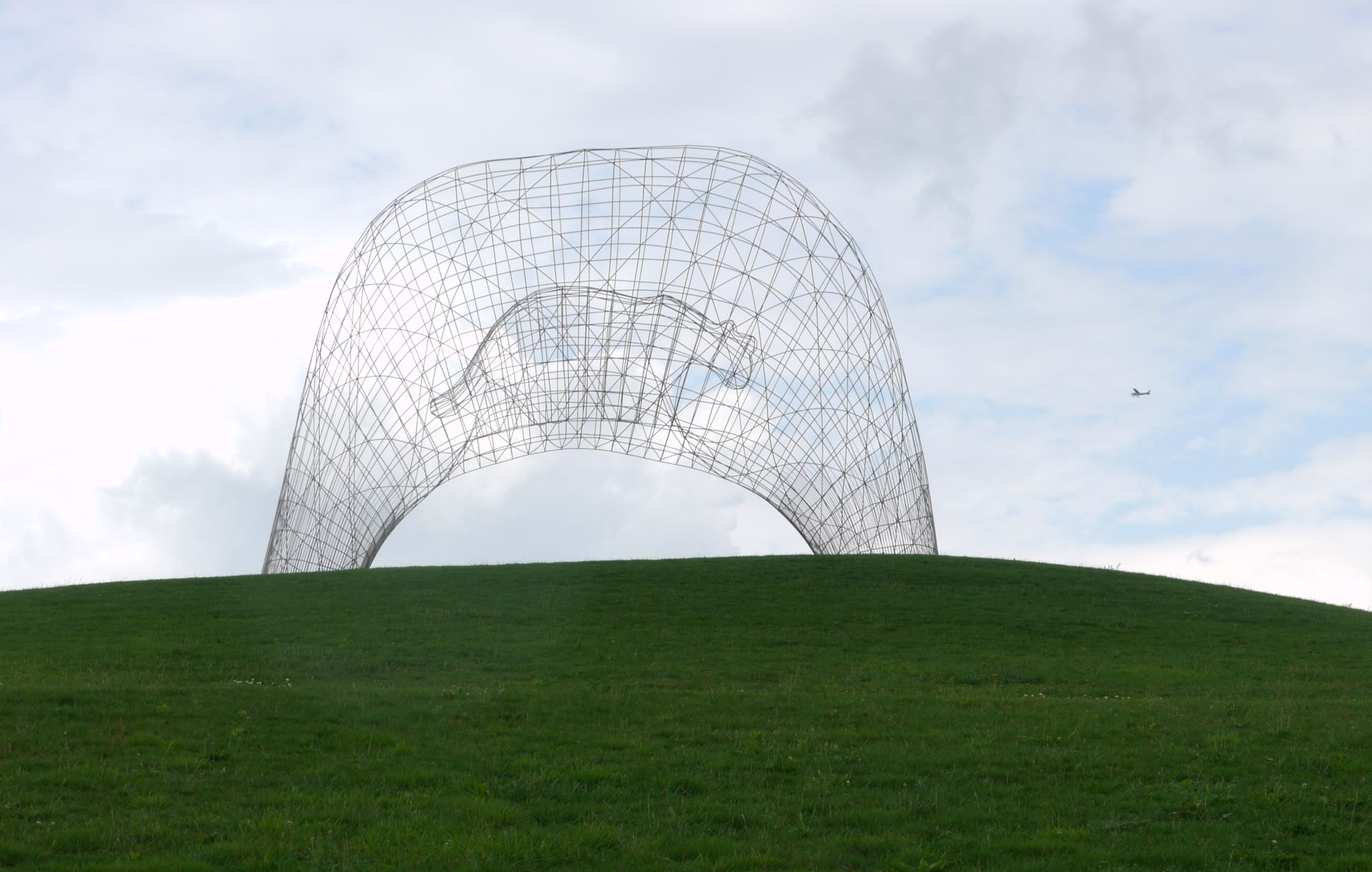
Cage With No Puma in It

## Điêu khắc
Câu chuyện về Winnie đã truyền cảm hứng cho nghệ sĩ Amsterdam Maarten de Reus thiết kế một tác phẩm điêu khắc dây có tựa đề Kooi-met-geen-poema-er-in (Cage With No Puma in It - Lồng không có Puma trong đó), được dựng trong một công viên ở khu Zuidbroek của Apeldoorn. Nó đã được trao Giải thưởng Thép quốc gia năm 2008 và Giải thưởng Xây dựng Quốc gia năm 2009.